# Municipio de Tori
El municipio de Tori (estonio: Tori vald) es un municipio estonio perteneciente al condado de Pärnu.

## Localidades (población año 2011)
- Aesoo 20
- Are 406
- Eametsa 453
- Eavere 29
- Elbi 2
- Elbu 64
- Jõesuu 344
- Kiisa 84
- Kildemaa 46
- Kilksama 384
- Kõrsa 66
- Kuiaru 63
- Kurena 44
- Lepplaane 47
- Levi 41
- Mannare 39
- Muraka 83
- Murru 66
- Muti 66
- Niidu 118
- Nurme 171
- Oore 89
- Parisselja 29
- Pärivere 38
- Piistaoja 101
- Pulli 153
- Räägu 45
- Randivälja 52
- Rätsepa 26
- Riisa 26
- Rütavere 52
- Sauga 1,332
- Selja 295
- Sindi 4,076
- Suigu 241
- Taali 227
- Tabria 27
- Tammiste 1,562
- Tohera 75
- Tori 457
- Urge 158
- Urumarja 85
- Vainu 80
- Võlla 68
- Võlli 46[1]